# Carex pallescens
Espèce
Carex pallescens est une espèce de la famille des Cyperaceae.

## Systématique
Le nom correct complet (avec auteur) de ce taxon est Carex pallescens L..
Ce taxon porte en français les noms vernaculaires ou normalisés suivants : Laîche pâlissante, Laîche pâle , Carex pâle,.
Carex pallescens a pour synonymes :
- Carex chalcodeta V.I.Krecz.
- Carex leucantha Schur
- Carex microstoma Franch.
- Carex pallescens f. alpestris Schur
- Carex pallescens f. brevibracteata Neuman
- Carex pallescens f. cylindrica Peterm.
- Carex pallescens f. elatior Asch. & Graebn.
- Carex pallescens f. glaberrima K.Koch
- Carex pallescens f. pygmaea Lackow.
- Carex pallescens var. alpestris Kohts
- Carex pallescens var. chalcodeta (V.I.Krecz.) Ö.Nilsson
- Carex pallescens var. leucantha (Schur) Asch. & Graebn.
- Carex pallescens var. luxuriosa Kük.
- Carex pallescens var. macrocarpa (Briq.) Rouy
- Carex pallescens var. neogaea Fernald
- Carex pallescens var. orophila Briq.
- Carex pallescens var. subglabra Beck
- Carex pallescens var. subsilvatica Kük.
- Carex pallescens var. undulata (Kunze) Andersson
- Carex pallescens var. undulata (Kunze) J.Carey
- Carex pallida Salisb.
- Carex tymphaea Formánek
- Carex undulata Kunze
- Trasus pallescens (L.) Gray